# Cockle Bay
Cockle Bay est une banlieue de la ville d’Auckland, située dans l'île du Nord de la Nouvelle-Zélande.

## Population
Selon les données du recensement de 2023 en Nouvelle-Zélande, Cockle Bay avait une population de 4 230 habitants.

## Toponymie
Tuwakamana est le nom original de « Cockle Bay ». 
C’est une abréviation de Te Tauranga Waka a Manawatere (« la place sur terre de Manawatere »). 
C’est à la fois, la pa du promontoire et la plage en-dessous, qui portent le nom de Tuwakamana.

## Gouvernance
La banlieue est située dans le ward d’Howick (en), qui est une des treize divisions administratives de la cité d'Auckland et actuellement sous la gouvernance du Conseil d'Auckland.

## Histoire
La pa et ses cultures associées étaient des installations des disciples de Manawatere de l’iwi des Ngāi Tai (en), juste après leur arrivée dans le secteur, peu de temps après qu’ils eurent touché terre avec la pirogue Tainui. 
Beaucoup plus tard, les générations suivantes construisirent les fortifications du pa vers l’an 1600.

## Éducation
- Les écoles primaires de la zone de Cockle Bay sont Cockle Bay School et Shelly Park Primary School.
- L’école supérieure du secteur est le collège d’Howick (en), qui a un taux de décile de 8 et est dans la banlieue proche de Howick.